# Fabio Nieder

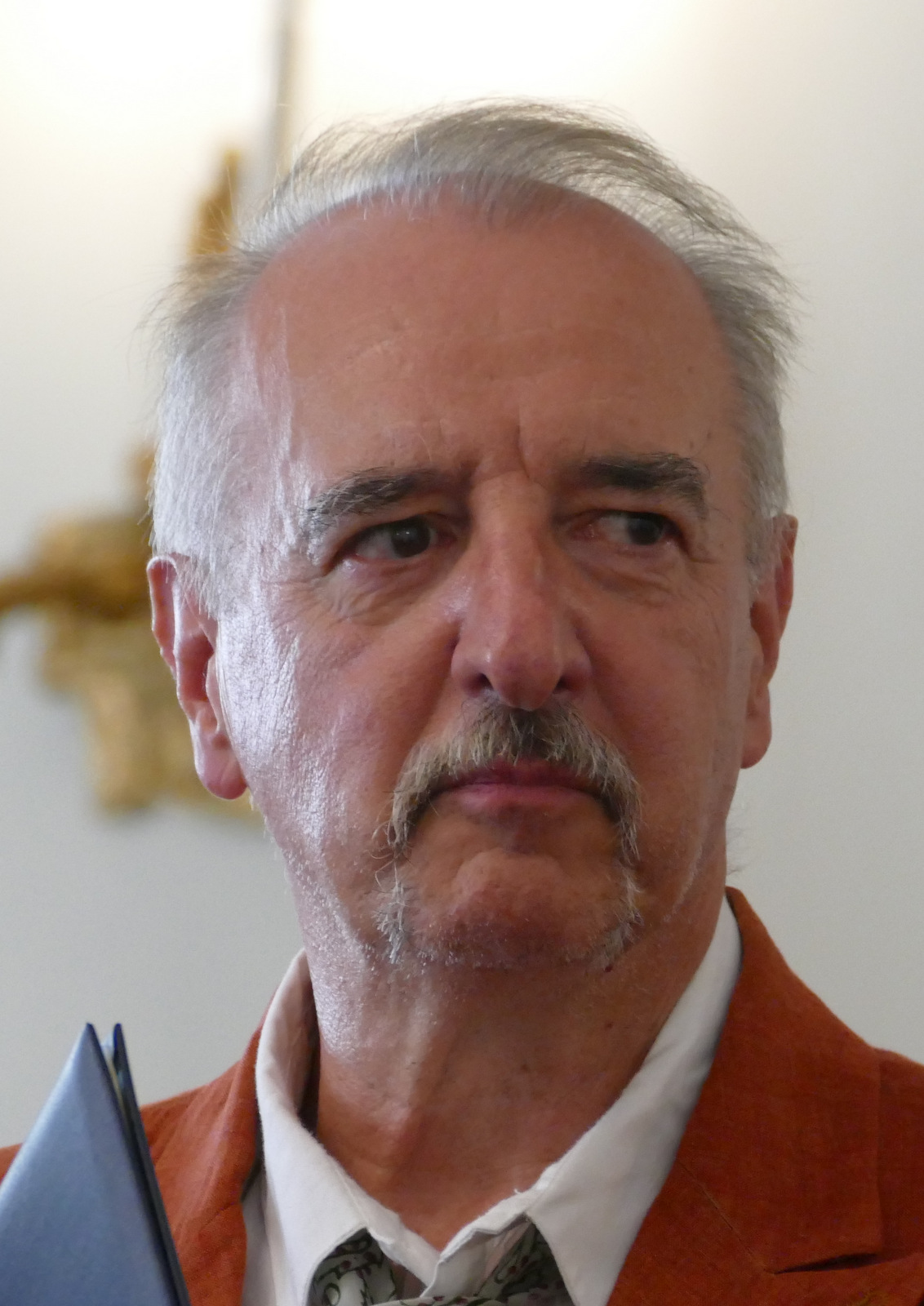
Fabio Nieder

Fabio Nieder (Trieste, 27 ottobre 1957) è un compositore, pianista e direttore d'orchestra italiano con cittadinanza tedesca.

## Biografia
Si è formato presso il Conservatorio Giuseppe Tartini di Trieste, dove ha studiato composizione con Giulio Viozzi, pianoforte con Roberto Repini e musica da camera con Dario De Rosa e Libero Lana del Trio di Trieste. Ha inoltre studiato composizione privatamente con Witold Lutosławski.
Cresciuto nel clima culturale mitteleuropeo, ha sviluppato un rapporto privilegiato con il Lied tedesco. In qualità di pianista collaboratore ha collaborato più volte con Elisabeth Schwarzkopf, Petre Munteanu, Alfredo Kraus e Barbara Hannigan. Ha fondato l'Ensemble per la Nuova Musica Florestan-Eusebius, del quale è stato direttore e pianista. Ha diretto varie formazioni dedite al repertorio contemporaneo, tra cui il Nieuw Ensemble di Amsterdam, destinatario anche di molti suoi lavori. Con Luciano Berio ha avuto un intenso dialogo artistico e un profondo legame di amicizia.
È stato insignito del Premio Feltrinelli nel 2013 e del Premio Franco Abbiati della critica musicale italiana nel 2021.
È docente di composizione presso il Conservatorio di Trieste. Ha insegnato presso l'Università di Trieste, il Conservatorio di Amsterdam e presso varie accademie musicali in Austria, Estonia, Germania e Slovenia..